# Pavilion (hrabstwo Genesee)
Pavilion – jednostka osadnicza w Stanach Zjednoczonych, w stanie Nowy Jork, w hrabstwie Genesee.